# Carmine Padula
Carmine Padula (Foggia, 16 settembre 2000) è un compositore, pianista e direttore d'orchestra italiano.
È noto principalmente per aver composto diverse colonne sonore per la televisione ed il cinema. Esordisce a 18 anni con il regista Giacomo Campiotti, per il quale compone le musiche della serie Rai Ognuno è perfetto, segnando l'esordio più giovane in Rai nella sezione delle colonne sonore. Con lo stesso regista lavora anche alle musiche di Chiara Lubich - L'amore vince tutto, La Sposa, della serie evento La Lunga Notte - La caduta del Duce e del film Ennio Doris - C’è anche domani. Ha composto inoltre la colonna sonora del film-evento che celebra i 70 anni della Rai La Luce nella Masseria, diretto da Riccardo Donna e Tiziana Aristarco. Vincitore di diversi premi nazionali ed internazionali per la sua musica, ha lavorato alle musiche di diversi altri film, documentari e programmi televisivi tra cui Vincenzo Malinconico - avvocato d'insucesso, Stessi Battiti, La Chiocciola e Ughetto Forno - Il partigiano bambino, risultato vincitore ai Nastri d'Argento 2023.

## Biografia
Nasce a Foggia il 16 settembre 2000, inizia a studiare pianoforte all'età di 11 anni. Appassionatosi alla scrittura della musica decide di iscriversi ai corsi di pianoforte e composizione classica al Conservatorio Umberto Giordano di Foggia. Studia inoltre composizione moderna a Milano presso la Educational Music Academy con Roberto Cacciapaglia.

### Carriera
Dopo aver pubblicato due album, Orizzonti nel 2016 e Dreamland nel 2018, viene notato dal regista Giacomo Campiotti che gli commissiona la colonna sonora della Serie Tv Ognuno è Perfetto, con la quale si aggiudica il Premio Nino Rota 2020 e segna il più giovane esordio in Rai nella sezione colonne sonore.
Nel 2019 compone per Emma Marrone la canzone Sei Come Me, per sensibilizzare sulla tematica della disabilità.
L'anno successivo collabora con Edoardo De Angelis e Adriano Morelli al cortometraggio Guardami così, firmandone le musiche.
Nel 2021 torna a collaborare con Campiotti componendo la colonna sonora della fiction Chiara Lubich - L'Amore vince tutto, andata in onda il 3 Gennaio su Rai 1.
Il 20 Marzo 2021 inaugura, con un concerto in streaming, il G20 di Matera durante l'annunciazione del Manifesto d'Amore. Per l'occasione ha diretto sulle sue musiche l'Orchestra Suoni del Sud, in diretta dal Teatro Giuseppe Garibaldi di Lucera.
Il seguente 7 Luglio inaugura la sua tournée estiva chiamata “Cinematic Sounds Tour”, al Parco Archeologico di Paestum (sotto il Tempio di Nettuno), registrando il tutto esaurito.
Compone, nel Novembre 2021, le musiche del documentario Acqua, farina, lievito per la regia di Giuseppe Alessio Nuzzo.
Il 10 Dicembre riceve al Senato della Repubblica il premio Franco Cuomo International, per il suo lavoro cinematografico ed è il più giovane a riceverlo nella storia del premio.
Lavora nuovamente con Campiotti nel 2022 firmando le musiche della serie Tv La sposa con protagonista Serena Rossi, andata in onda dal 16 al 30 Gennaio su Rai 1.
Successivamente, compone (per la regia di Andrea Traina) le musiche del corto E poi arriva Menny, film che tratta la vita di una ragazza affetta da Sindrome di Menière.
L'8 Giugno esce nelle sale il film Stessi battiti diretto da Roberto Gasparro, di cui compone l'intera colonna sonora.
Sabato 25 Giugno è ospite della trasmissione (in onda in prima serata su Rai 1) "Una voce per Padre Pio", dove accompagna il monologo dell'attore Giuseppe Fiorello con la sua musica.
Nello stesso anno compone, inoltre, delle musiche per la serie di Rai 1 Vincenzo Malinconico, avvocato d'insuccesso, con protagonista Massimiliano Gallo, e del corto Ughetto Forno - Il partigiano bambino, vincitore di diversi premi anche ai Nastri d'Argento 2023.
Il 2023 è un anno particolarmente prolifico per Padula che comporrà le musiche per il corto Oltre l'Amore di Antonio Centomani, del programma di Pinuccio Puglia & Leggende, dei documentari Senza paura di Luciano Toriello, Mi chiamo Giancarlo Siani di Giuseppe Alessio Nuzzo,Youth 4 Climate Sparking Solutions di Nicola Campiotti e del film di Roberto Gasparro La Chiocciola, il primo film ad affrontare la tematica degli hikikomori.
Nel 2024 firma le musiche de La Luce nella Masseria, il film che celebra i 70 anni della Rai diretto da Riccardo Donna e Tiziana Aristarco, dei due spot ufficiali per Lucera e Monte Sant'Angelo candidate a Capitale della Cultura e subito dopo della serie tv evento diretta da Giacomo Campiotti La lunga notte - La caduta del Duce, che narra le vicende che portarono alla caduta del fascismo e di Benito Mussolini.
Il 2024 inoltre, Padula comporrà le musiche per la seconda stagione del programma di Pinuccio Puglia & Leggende, mentre per il grande schermo firmerà la colonna sonora del film di Giacomo Campiotti Ennio Doris - C’è anche domani, il biopic sull'imprenditore e banchiere italiano italiano Ennio Doris.

### Impegno sociale
Attento alla questione sociale, sostiene diverse associazioni tra cui quella della religiosa indiana Amma Embracing the World, della quale nel 2020 diventa portavoce. Dopo lo scoppio della guerra in Ucraina, compone e pubblica un brano chiamato No War ed organizza un tour di concerti per la pace, che parte dal Teatro Giordano di Foggia e termina al Teatro Verdi di Firenze, per raccogliere fondi da inviare ai profughi.

## Filmografia
- Ognuno è perfetto, regia di Giacomo Campiotti - serie TV (2019)
- Guardami così, regia di Adriano Morelli (2020)
- Chiara Lubich - L'amore vince tutto, regia di Giacomo Campiotti - film TV (2021)
- Farina, Acqua, Lievito, regia di Giuseppe Alessio Nuzzo - documentario (2021)
- La sposa, regia di Giacomo Campiotti - serie TV (2022)
- E poi arriva Menny, regia di Andrea Traina (2022)
- Stessi battiti, regia di Roberto Gasparro (2022)
- Vincenzo Malinconico, avvocato d'insuccesso, regia di Alessandro Angelini - serie TV (2022)
- Ughetto Forno - Il partigiano bambino, regia di Fabio Vasco - cortometraggio (2022)
- Oltre l’Amore, regia di Antonio Centomani (2023)
- Puglia & Leggende, programma condotto da Pinuccio (2023)
- Senza paura, regia di Luciano Toriello - documentario (2023)
- Mi chiamo Giancarlo Siani, regia di Giuseppe Alessio Nuzzo - documentario (2023)
- Youth 4 Climate Sparking Solutions, regia di Nicola Campiotti - documentario (2023)
- La chiocciola, regia di Roberto Gasparro (2023)
- La luce nella masseria, regia di Tiziana Aristarco e Riccardo Donna - film TV (2024)
- Io sono Capitale, regia di Luciano Toriello (2024)
- La lunga notte - La caduta del Duce, regia di Giacomo Campiotti - serie TV (2024)
- Lucera 2026: Crocevia di Popoli e Culture, regia di Luciano Toriello (2024)
- Ennio Doris - C’è anche domani, regia di Giacomo Campiotti (2024)
- Puglia & Leggende 2, programma condotto da Pinuccio (2024)
- Il Sangue Mai Lavato, regia di Luciano Toriello - documentario (2025)
- La Bambina di Carta, regia di Fabio Vasco (2025)
- Für, regia di Adriano Ricci (2025)

## Discografia

### Album
- 2016 - Orizzonti, PMG Productions
- 2018 - Dreamland, EMA Edition
- 2019 - Ognuno è perfetto (Colonna sonora originale della serie Tv), Rai Com
- 2021 - Chiara Lubich (Colonna sonora originale del film Tv), Rai Com
- 2022 - La Sposa (Colonna sonora originale della serie Tv), Rai Com
- 2022 - E poi arriva Menny (Colonna sonora originale del cortometraggio), PMG Productions
- 2022 - Stessi Battiti (Colonna sonora originale del film), Educare Production
- 2024 - La Luce nella Masseria (Colonna sonora originale del film Tv), Rai Com
- 2024 - La Lunga Notte (Colonna sonora originale della serie Tv), Rai Com
- 2024 - Ennio Doris - C’è anche domani (Original Motion Picture Soundtrack), PMG Productions
- 2025 - Il Sangue Mai Lavato (Colonna Sonora Originale del Documentario), PMG Productions

### Singoli
- 2019 - Sei Come Me interpretato da Emma Marrone, Viola Film
- 2020 - Poi Vorrei... interpretato da Francesca Valente, PMG Productions
- 2021 - Guardami Così (Colonna sonora originale del cortometraggio), PMG Productions
- 2021 - Lucera, INRI Classic
- 2022 - No War, Educare Production

## Premi e riconoscimenti
- 2019 - Premio Cinemability Film Fest per Ognuno è Perfetto[17]
- 2020 - Premio Solidarietà conferito dalla Regione Puglia[18]
- 2020 - Premio Nino Rota per Ognuno è Perfetto
- 2020 - Premio Palazzo di Città conferito dalla Città di Foggia
- 2021 - Premio Inclusione conferito da Regione Campania
- 2021 - Premio Argos Hippium[19]
- 2021 - Franco Cuomo International Award al Senato della Repubblica[20]
- 2022 - Premio Internazionale di Cultura “Re Manfredi”
- 2022 - Premio “Adriatico”
- 2023 - Premio Cilento Fest come "Miglior compositore dell'anno 2023"
- 2024 - Premio “Pellicola Italiana”, miglior colonna sonora 2024 per Ennio Doris - C’è anche domani
- 2024 - “Premio alla Carriera” conferito da Michele Placido per conto del Festival Officinema
- 2024 - Premio “Io sono Capitale di Puglia” - sez. Musica